# 예천 용문사 목조아미타여래삼존좌상
예천 용문사 목조아미타여래삼존좌상(醴泉 龍門寺 木造阿彌陀如來三尊坐像)은 대한민국 경상북도 예천군 용문면, 용문사에 있는 조선시대의 불상이다. 1989년 4월 15일 대한민국의 보물 제989호 예천용문사대장전목불좌상및목각탱으로 지정되었다가, 이후 제989-1호 현재의 명칭으로 변경되었다.

## 개요
삼존목불좌상이 놓여져 있는데 이는 그 기법상 목불탱의 불보살과 쪽 같은 수법으로 만들어진 원각상(圓刻像)이라 하겠다. 본존상의 경우 육계가 생략되었고, 반달형의 중앙계주가 표현되었으며, 신체는 중후한 모습이지만 각 부분은 둥글게 처리되었다. 또한 통견의 불의는 그 두께가 두꺼워 신체 윤곽이 선명히 드러나지 않고 있으며 옷주름 또한 지극히 단순화되어 도식적인 느낌을 준다. 따라서 이 본존상이 목각탱과 동일한 작가에 의해 동시에 조성된 작품임이 확실하지만 목각탱의 상(像)에 비해 가슴 표현 등이 비교적 유기적이며 조각기법상 어려운, 들고 있는 손을 표현한 점 등에서 조각가의 정성을 엿볼 수 있다.
이 작품들의 조성기(造成記)가 하단에 「康熙二十三年甲子季」라고 묵서(墨書)되어 있어 숙종(肅宗) 10년(1684)에 조성된 것이 분명하며 따라서 이들 조각은 17세기 후기의 조각양식을 알 수 있는 중요한 자료가 되므로 그 역사적 의의는 매우 높은 것이다.

## 사진

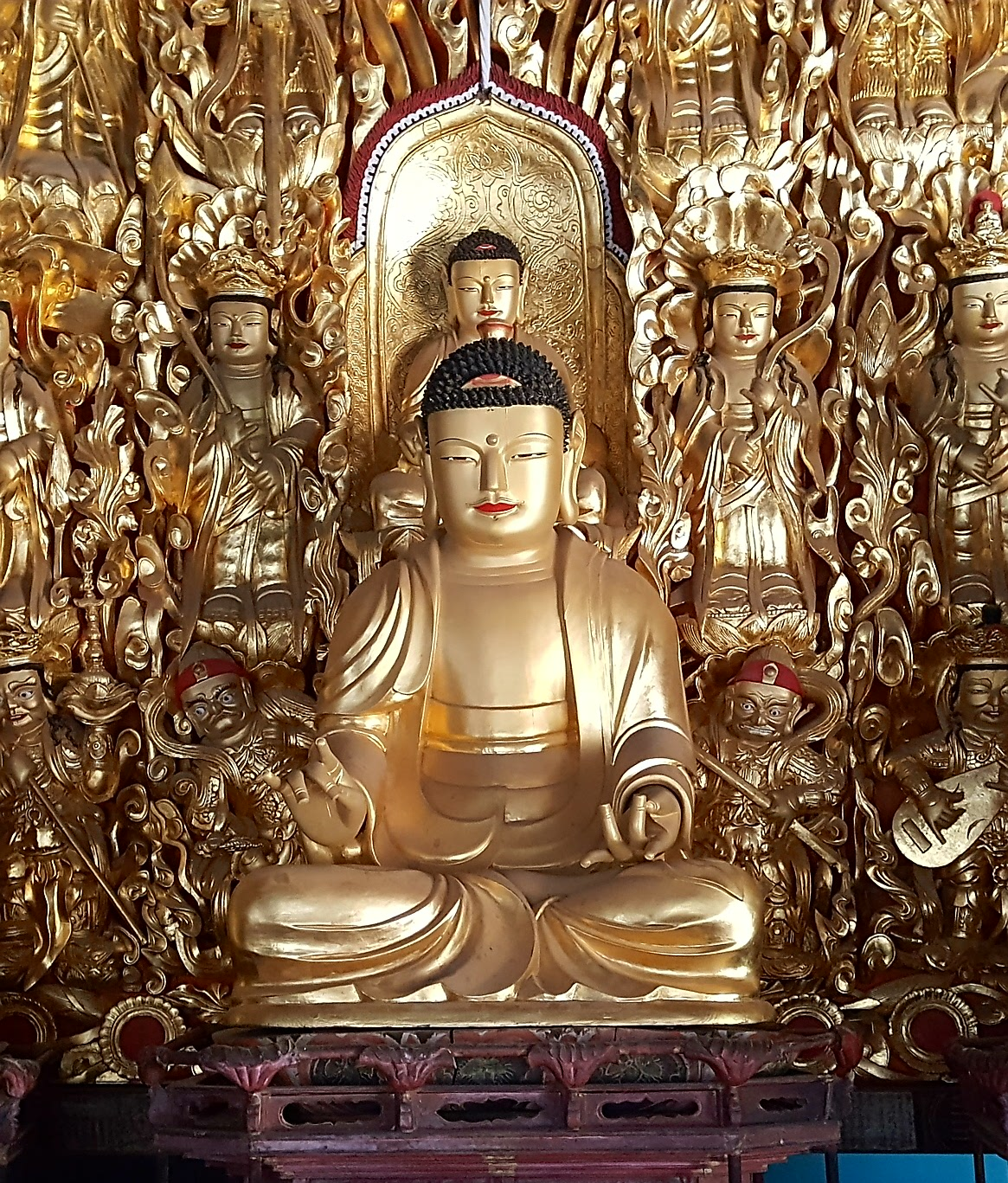

## 같이 보기
- 용문사
- 예천 용문사 목각아미타여래설법상

## 참고 자료
- 예천 용문사 목조아미타여래삼존좌상 - 국가유산청 국가유산포털